# 雪地圣母教堂 (奥洛穆茨)

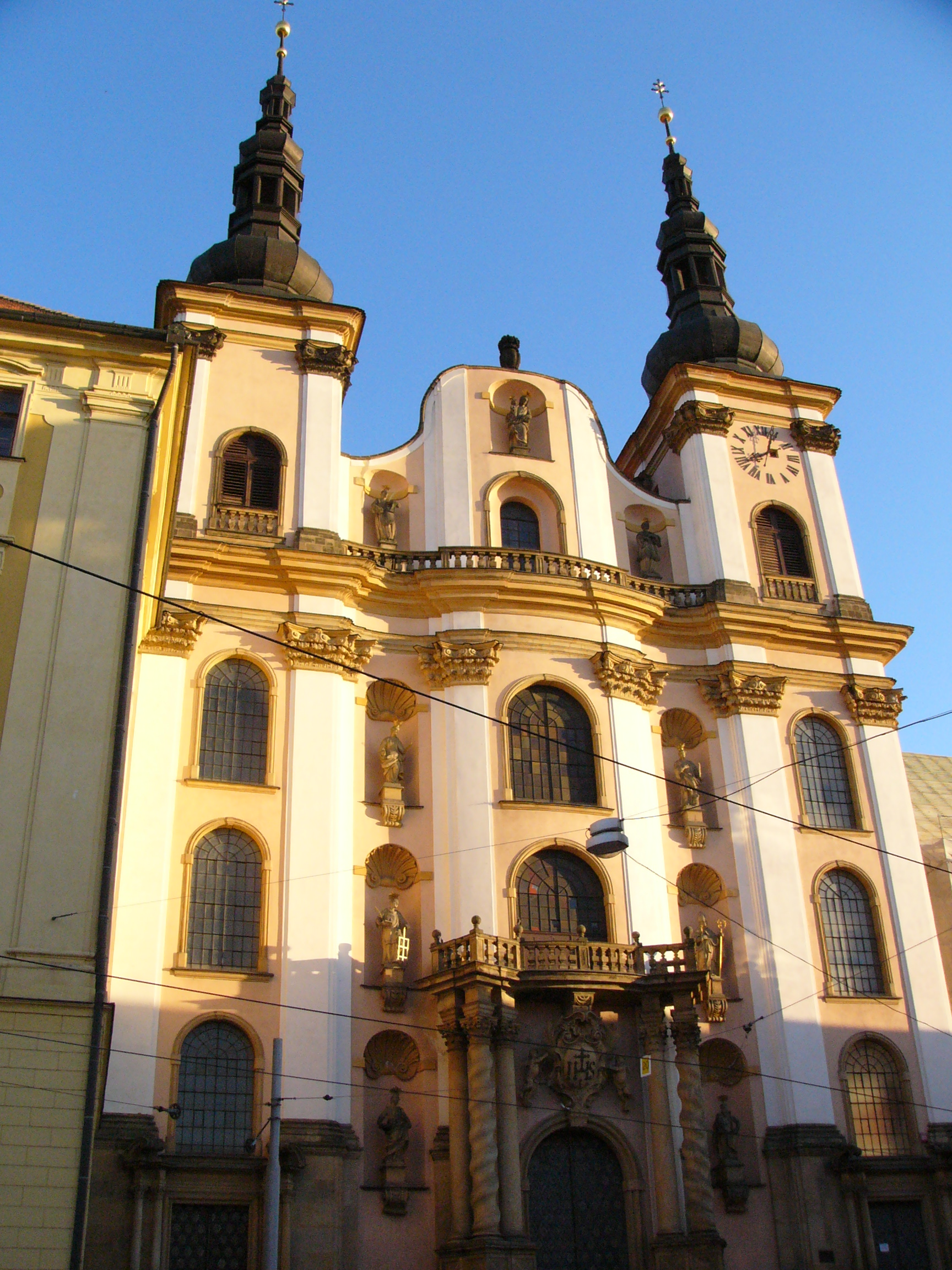
教堂立面

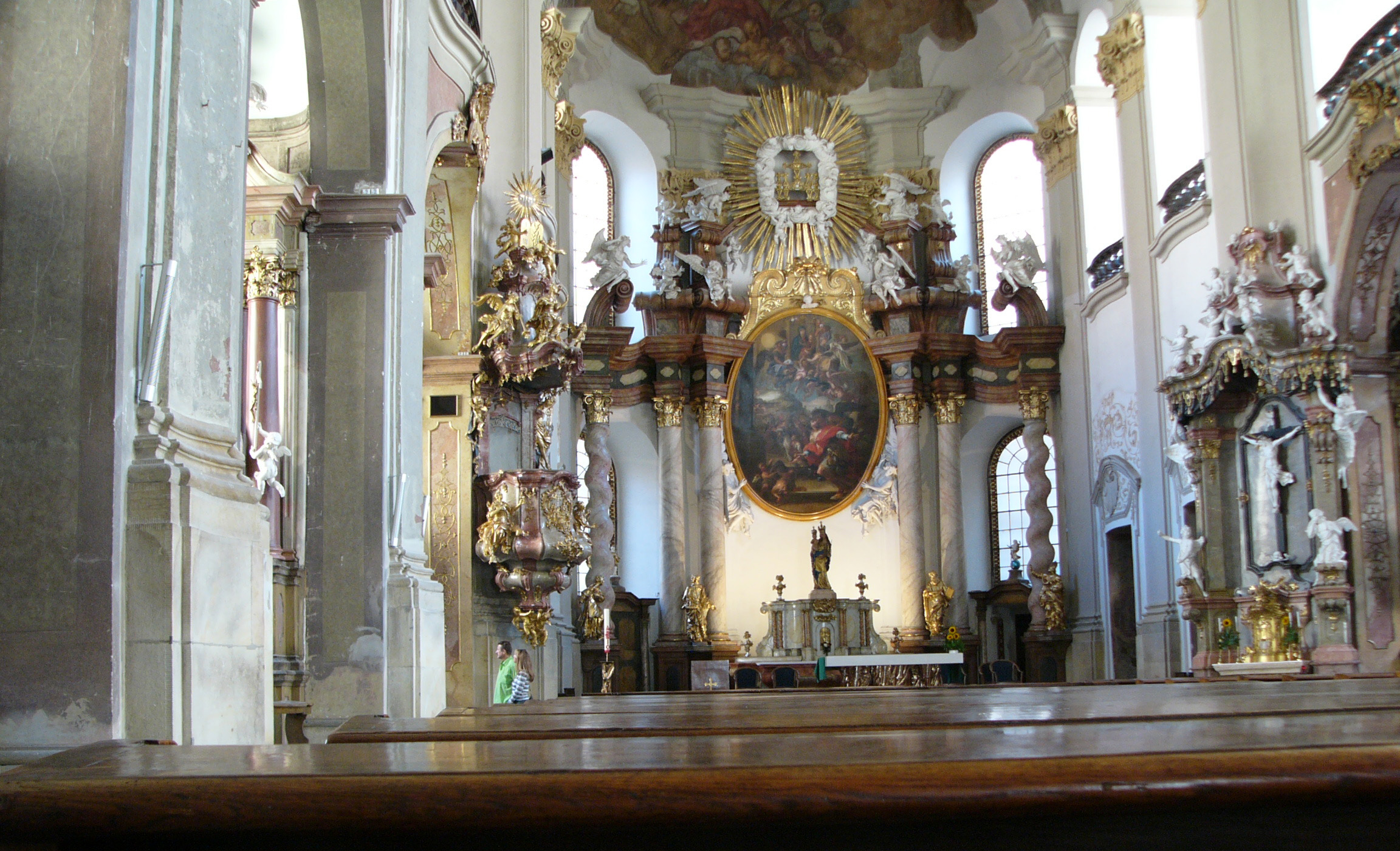
教堂内部

雪地圣母教堂（Kostel Panna Maria Sněžná）是捷克奥洛穆茨的一座巴洛克教堂，位于共和国广场（Náměstí Republiky）。其装饰精美的立面和双塔，构成该市景观的重要元素。 

## 历史
1712年，耶稣会开始修建这座教堂，地点为前方济会修道院教堂遗址。1719年，教堂建筑落成。1773年，约瑟夫二世取缔耶稣会，这座教堂一度成为大学教堂。1778年，曾改为驻军教堂，直到1952年，这座教堂成为一个本堂区圣堂。
教堂内部有众多精美的壁画，包括中殿拱顶的《雪地圣母》，作者包括弗朗茨·约瑟夫·Wickarta，约翰·格奥尔格·施密特和约翰·克里斯多夫·汉德克。

## 画廊

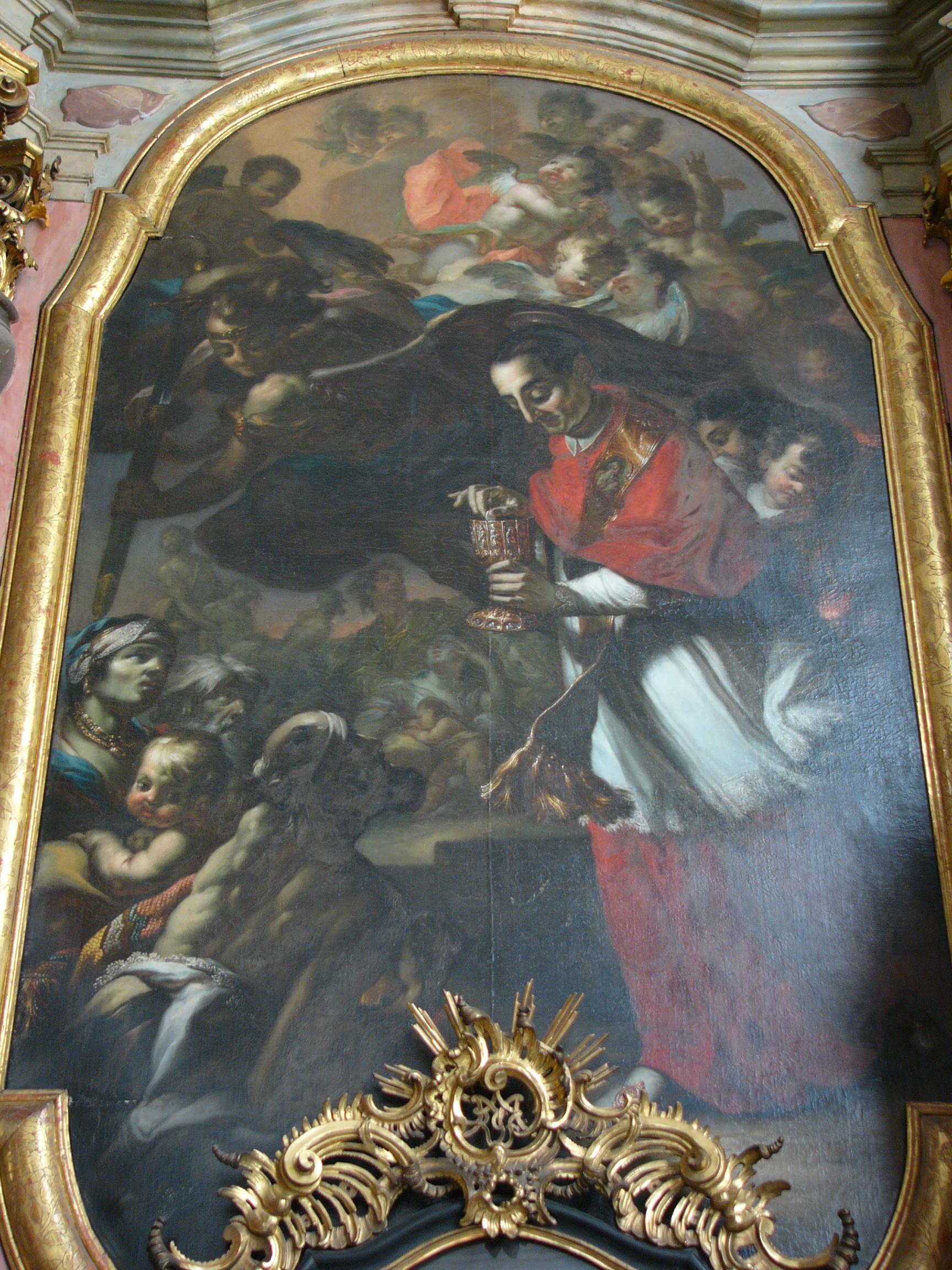
圣嘉禄·鲍荣茂
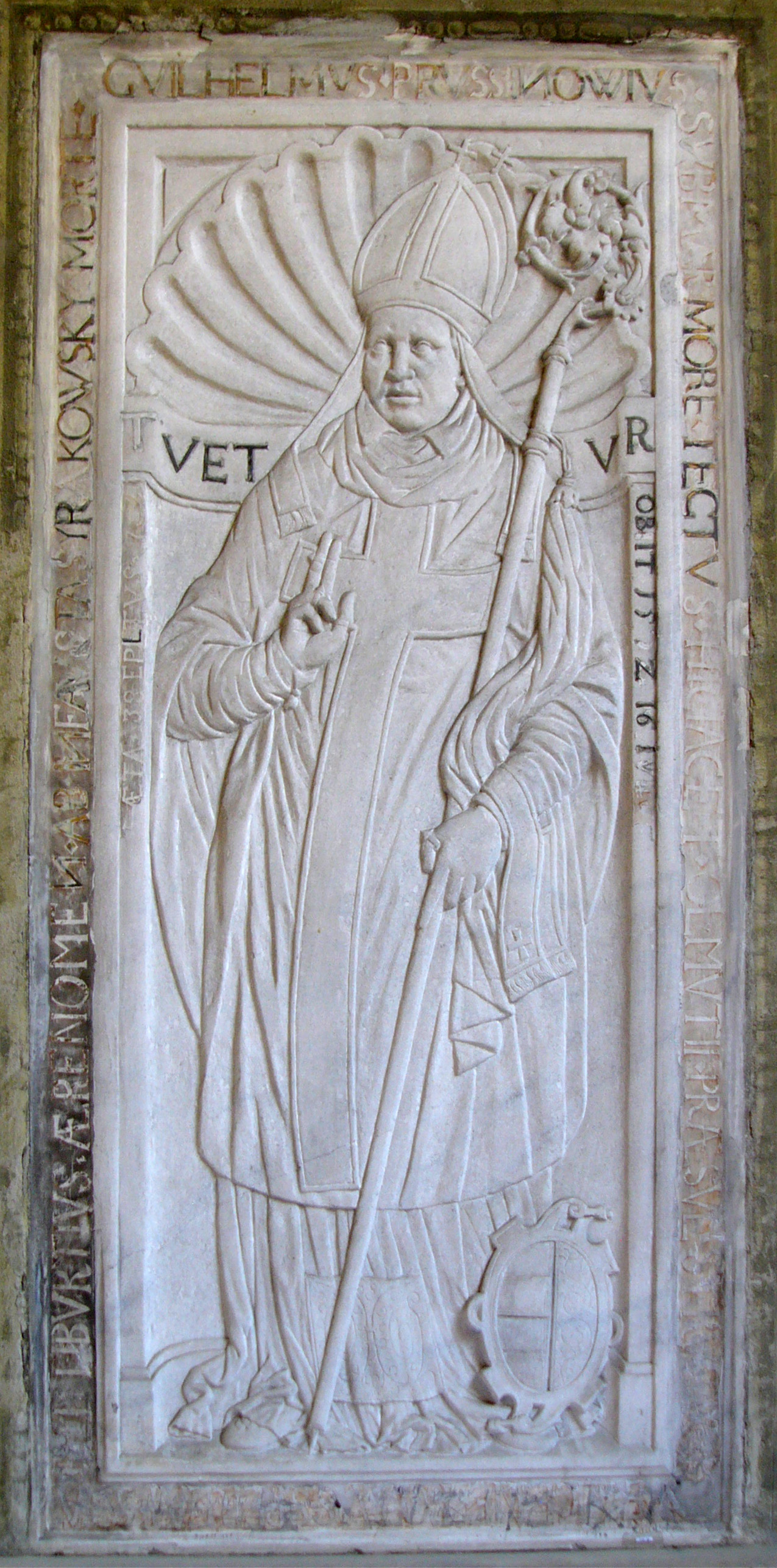
墓碑
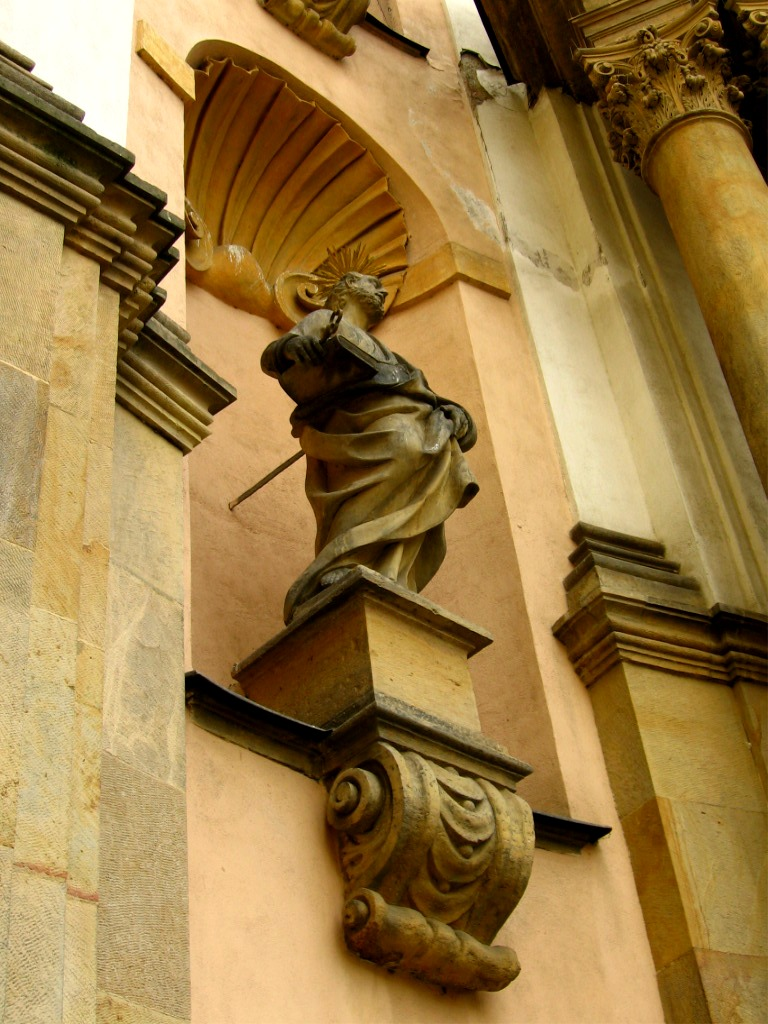
圣伯多禄
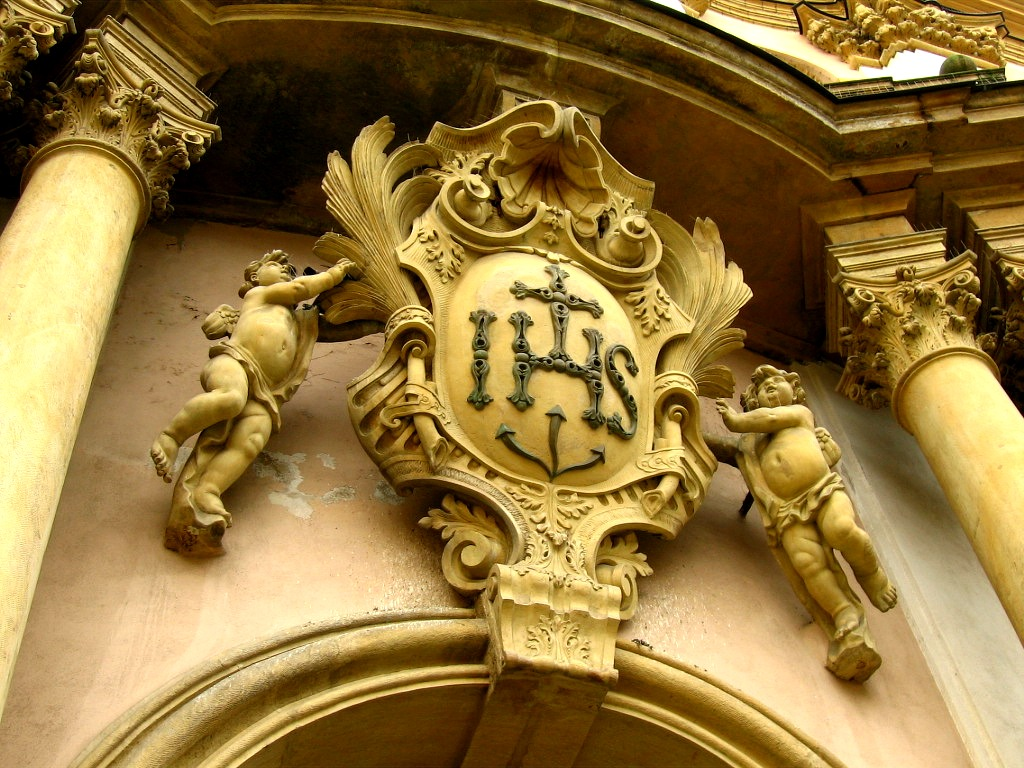
耶稣会标志